# Gibbsiet
Het mineraal gibbsiet is een aluminium-hydroxide met de chemische formule Al(OH)3.

## Naam
Het mineraal gibbsiet is genoemd naar de Amerikaanse mineralenverzamelaar George Gibbs (1776 - 1833).

## Voorkomen
Gibbsiet is een zeer veelvoorkomend mineraal, het wordt onder andere gevormd als verweringsproduct van kaliveldspaat, maar ook bij verwering van andere gesteenten onder invloed van regenwater. Het mineraal is een belangrijk aluminiumerts. De typelocatie is de bauxiet-afzettingen van Arkansas, Verenigde Staten.